# Xestoblatta braziliae
Xestoblatta braziliae är en kackerlacksart som beskrevs av Gurney 1939. Xestoblatta braziliae ingår i släktet Xestoblatta och familjen småkackerlackor. Inga underarter finns listade i Catalogue of Life.